# Hidalgo (Francisco I. Madero)
Hidalgo es una localidad del estado mexicano de Coahuila. Es parte del municipio de Francisco I. Madero.

## Toponimia
El nombre de la localidad rinde homenaje a Miguel Hidalgo, héroe de la independencia de México y considerado Padre de la patria.

## Demografía
| Censo | Población |
| ----- | --------- |
| 2010  | 2 655     |
| 2020  | 2 779     |